# Klast

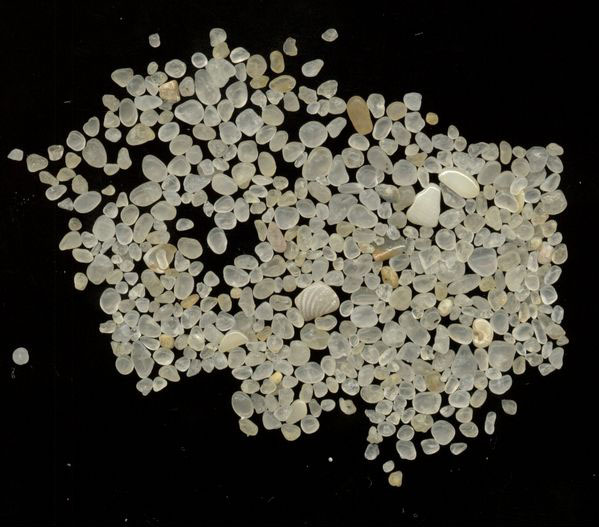
oblázky z Brazilské pláže

Klast (z řeckého klastó – zlomený, prasklý) je termín označující úlomek horniny jakékoliv velikosti, ať už oblázku, písečné nebo prachové zrno, úlomek schránky organismu (takové úlomky se někdy nazývají i bioklasty) apod. Podle původu se označují jako:
- intraklasty – úlomky pocházející z prostředí vlastní sedimentární pánve
- extraklasty – úlomky pocházející z oblasti mimo sedimentační pánev. Některé mají vlastní pojmenování, např. extraklasty jílovce se označují jako závalky.[1]
- bioklast nebo fosilie – odumřelá schránka organismu, nebo její otisk. Po odumření nabývají schránky charakter klastických částic.[2]
- olistolit – blok, nebo kra s objemem od dm³ po tisíce m³, která sklouzla po tektonicky aktivních okrajích pánve do cizorodého prostředí.[2]